# 1917年對敵貿易法
對敵貿易法（英語：Trading with the Enemy Act，略稱，40 Stat. 411，1917年10月6日頒布，美國法典第12编 §§ 第95a–95b節）是一部美國國會在1917年頒佈的貿易法，其為美國國內法，目的為限制與敵視美國的國家進行貿易。該法賦予總統在戰爭時期監督或限制美國與其敵國之間所有貿易的權力。
在第一次世界大戰期間，伍德羅·威爾遜總統通過《對敵貿易法》設立外國財產管理局，其有權沒收任何被認為可能對美國造成威脅的參戰人士的財產。在亞歷山大·米切爾·帕爾默的領導下，該局沒收了德國移民和德國拜耳化學公司等企業的財產。
1933年，美國國會通過《銀行緊急救濟法案》，對該法進行了修改，擴大了《對敵貿易法》關於囤積黃金的範圍，以包括一切的國家緊急狀態，而不僅僅是在戰爭期間宣布的緊急狀態。富蘭克林·羅斯福總統通過第6102號行政命令取締通過增發持有黃金。這些限制一直持續到1975年1月1日。該法已多次進行修訂。
《對敵貿易法》有時與 国际紧急经济权力法（IEEPA）相混淆，該法賦予總統更寬泛的權力，並在美國雖不處於戰爭狀態但在緊急狀態時援引。
截至2017年，古巴是該法案的唯一受限制國家。北韓是最近從該法案條款中刪除的國家，儘管這些限制在IEEPA的管理下仍然有效。

## 外部連結
- Text of the law from Cornell Law School
- U.S. Treasury（页面存档备份，存于）